# 高橋晃 東映アニメーションプリキュアワークス
『高橋晃 東映アニメーションプリキュアワークス』（たかはしあきら とうえいアニメーションプリキュアワークス）は、アニメーター・高橋晃の仕事をまとめた初の画集。2015年2月27日に、一迅社より発売された。

## 概要
馬越嘉彦、川村敏江に続く、東映アニメーションワークスシリーズ第3弾。
『ドキドキ!プリキュア』、『スイートプリキュア♪』のキャラクターデザイン・キャラクター初期設定・原画などを一挙収録して、イラストギャラリーポスター・版権イラスト・カラーイラスト・雑誌表紙・雑誌記事・BDやDVDのジャケットイラスト・『ハピネスチャージプリキュア!』でのプリキュア10周年メッセージ映像の原画も大量掲載。作品別の裏話・関わったスタッフのインタビューを収録した内容もある。
また、文章の一部が正しく表記されていないページがある。
2021年1月29日には、本書発行後に高橋がデザインを手がけた『スター☆トゥインクルプリキュア』のデザインやイラストなどを追加収録した改訂版が発行されている。